# Masdevallia wendlandiana
Masdevallia wendlandiana es una especie de orquídea epífita originaria de Sudamérica tropical.

## Descripción
Es una especie de orquídea de un tamaño pequeño, cespitosa epífita con un pequeño ramicaule oscurecido por varias brácteas tubulares, gris verdosa con una hoja oblanceolada, minuciosamente bilobulada que florece en una inflorescencia de 7 cm de largo , con flores simples que se mantiene justo por encima de las hojas y se producen en la primavera. Se distingue por el largo tubo, formado por los sépalos connados , triangulares.

## Distribución y hábitat
Se encuentra desde Venezuela, Colombia, Ecuador, Perú, Bolivia y Brasil en el dosel de los bosques tropicales húmedos y montanos en elevaciones de 130 a 850 metros.

## Sinonimia
- Acinopetala wendlandiana (Rchb.f.) Luer, Monogr. Syst. Bot. Missouri Bot. Gard. 105: 3 (2006).
- Masdevallia yauaperyensis Barb.Rodr., Vellosia, ed. 2, 1: 121 (1891).
- Masdevallia ulei Schltr., Notizbl. Königl. Bot. Gart. Berlin 6: 122 (1914).
- Masdevallia rodrigueziana Mansf., Notizbl. Bot. Gart. Berlin-Dahlem 10: 379 (1928).[2]